# 康坦
康坦（法語：Cantin，法語發音：[kɑ̃tɛ̃]）是法国上法兰西大区北部省的一个市镇，位于该省中部偏南，属于杜埃区。

## 地理
康坦（50°18'33"N, 3°7'33"E）面积9.32 平方千米，位于法国上法蘭西大區北部省，该省份为法国最北部的省份及最长的省份，西北濒北海，西接加来海峡省，南至埃纳省和索姆省，东与比利时接壤。
与康坦接壤的市镇（或旧市镇、城区）包括：德希、阿尔勒、比尼库尔、埃尔尚、埃斯特雷、格尔赞、鲁库尔。

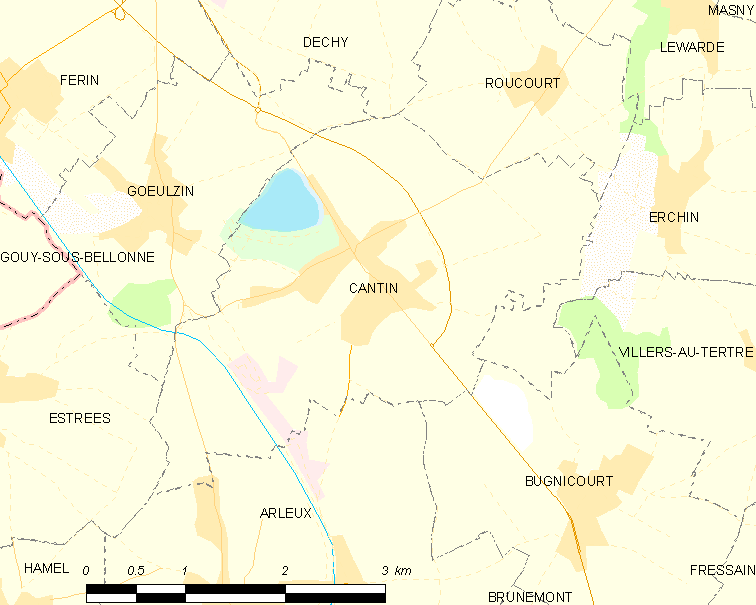
康坦的OSM定位图

康坦的时区为UTC+01:00、UTC+02:00（夏令时）。

## 行政
康坦的邮政编码为59169，INSEE市镇编码为59126。

## 政治
康坦所属的省级选区为阿尼什县。

## 人口

1962-2008年间康坦人口变化图示

康坦于2022年1月1日时的人口数量为1755人。